# Олег Нейкирх
Олег Николаев Нейкирх е български шахматист. Става международен майстор по шах през 1957 г.
Роден е през 1914 г. в Тифлис (сега Тбилиси). Семейството му се преселва в България през 1920 г. Завършва финанси в София.
Нейкирх е шампион на България през 1943, 1948 и 1957 г. Още през 1937 г. той печели първенството на България, като е с 1,5 т. пред втория Михаил Кантарджиев, но все още няма българско гражданство и затова за шампион е обявен Кантарджиев. Същата участ сполетява Нейкирх и на първенствата през 1938 и 1940 г., където титлата пак отива при класиралия се на втора позиция Александър Цветков.
Участва на четири шахматни олимпиади, където изиграва 49 партии (12 победи, 20 равенства и 17 загуби).

## Участия на шахматни олимпиади
| Година | Организатор  | Отбор    | Класиране (отборно) | Дъска |
| 1939   | Буенос Айрес | България | 20                  | Втора |
| 1954   | Амстердам    | България | 10                  | Втора |
| 1958   | Мюнхен       | България | 10                  | Първа |
| 1960   | Лайпциг      | България | 10                  | Трета |